# Vitry-la-Ville
Vitry-la-Ville település Franciaországban, Marne megyében. Lakosainak száma 368 fő (2022. január 1.). Vitry-la-Ville Cheppes-la-Prairie, Faux-Vésigneul, Pogny és Togny-aux-Bœufs községekkel határos.

## Népesség
A település népessége az elmúlt években az alábbi módon változott:
| Lakosok száma | 216  | 229  | 354  | 361  | 359  | 356  | 377  | 382  | 383  | 368  |
|               | 1968 | 1982 | 1990 | 2006 | 2013 | 2015 | 2017 | 2019 | 2020 | 2022 |